# José Cruz Pérez Lapazarán
José Cruz Pérez Lapazarán, né le 4 novembre 1948, est un homme politique espagnol membre du Parti populaire (PP).

## Biographie

### Vie privée
Il est marié et père de d'une fille et un fils. En 1999, il obtient la dignité de grand-croix du mérite agricole, halieutique et alimentaire.

### Profession
Il est ingénieur agronome, fonctionnaire titulaire du ministère de l'Agriculture, de l'Alimentation et de l'Environnement. Il est professeur universitaire de technologie des aliments.

### Activités politiques
Le 20 novembre 2011, il est élu député pour Navarre au Congrès des députés. Il l'a déjà été précédemment pour les VIe et VIIe législatures, de 1996 à 2004.
Le 20 décembre 2015, il est élu sénateur pour Navarre au Sénat et réélu en 2016. Il l'a déjà été auparavant pour les VIIIe et IXe législatures, de 2004 à 2011.